# Tribunal da Concorrência, Regulação e Supervisão
O Tribunal da Concorrência, Regulação e Supervisão é um tribunal português especializado, localizado em Santarém, com competência para a concorrência, regulação e supervisão e com jurisdição sobre todo o território nacional.
A criação deste tribunal teve o propósito de agilizar a tramitação dos processos judiciais no âmbito do Direito da Concorrência e no âmbito da regulação e supervisão. 
O Tribunal aprecia queixas por violação de disposições legais integradas no Direito da Concorrência e no âmbito das leis sobre a regulação e supervisão. Aprecia também os recursos jurisdicionais dos processos contraordenacionais instruídos e deliberados pelas autoridades reguladoras e de supervisão (por exemplo: aplicação de coimas ou inibições de atividade).
O tribunal está instalado na antiga Escola Prática de Cavalaria, em Santarém. 